# Slobožanske (Krasnohradský rajón)
Slobožanske (ukrajinsky Слобожанське, rusky Слобожанское – Slobožanskoje) je sídlo městského typu v Charkovské oblasti na Ukrajině. K roku 2019 mělo přes dva tisíc obyvatel.

## Poloha a doprava
Slobožanske leží na Šljachově, přítoku Kolomaku v povodí Vorskly. Je vzdálené přibližně sto kilometrů jižně od Charkova, správního střediska oblasti. Nejbližší větším sídlem v okolí je přibližně šestnáct kilometrů jihozápadně vzdálená Kehyčivka, do jejíhož rajónu dřív Slobožanske patřilo.
Přes obec prochází místní silnice z Nové Vodolahy do Kehyčivky.

## Dějiny
Obec byla založena v roce 1899 pod jménem Ciglevrovka-Šljachovoje (Циглевровка-Шляховое). V roce 1925 byla přejmenována Čapajeve (Чапаєве) k poctě ruského válečníka Vasilije Ivanoviče Čapajeva. V roce 1957 získala status sídla městského typu. Přejmenována na Slobožanske byla v roce 2016 v rámci dekomunizace Ukrajiny.